# Фернандо Луго
Ферна́ндо Армі́ндо Лу́го Ме́ндес (ісп. Fernando Armindo Lugo Méndez; *30 травня 1951 в містечку Сан-Солано, Парагвай) — парагвайський політик, колишній президент республіки Парагвай (2008 — 22 червня 2012). Здобув перемогу у президентських виборах 2008 року.
Католицький єпископ, асоційований з соціалістичними силами країни через Партію Лютневої революції (Partido Revolucionario Febrerista) — члена Патріотичного альянсу за зміни (Alianza Patriótica por el Cambio, APC). Після виборів він попросив відставки з посади єпископа з метою зайняти президентську посаду, проте Святий Престол відмовився задовольнити це прохання, аргументуючи неможливістю відставки з посади єпископа. В результаті незгоди Луго, Святий Престол «покарав» його відставкою, але залишив в числі священиків.